# Zejská přehradní nádrž
Zejská přehradní nádrž (rusky Зейское водохранилище ) je přehradní nádrž v Amurské oblasti v Rusku. Vznikla přehrazením řeky Zeja při budování Zejské vodní elektrárny. Patří mezi největší přehradní nádrže v zemi. Kromě energetického významu je i účinnou složkou ochrany před katastrofálními povodněmi v oblasti.

## Všeobecné informace
Přehradní nádrž byla naplněna v letech 1974 -1980. Kromě lesních porostů bylo zaplaveno 4 000 ha zemědělské půdy a přesídleno přes 4 000 lidí ze 14 sídel.
Nadmořská výška normální hladiny je 315 m n. m. a pohybuje se podle hydrologických a režimových podmínek v rozsahu 299 až 322 m n. m. Změně výšky odpovídá i rozsah nepřerušované plochy jezerní hladiny od 1620 do 2 900 km2. Vysoký úbytek plochy při nižších hladinách je dán rozlehlým plochým charakterem horní částí přehradní nádrže, která navazuje na kaňonovitý reliéf dolní části. Celková délka pobřeží přehradního jezera je při normální pracovní hladině 2 100 km.
Užitečný objem 32,3 km3 zajišťuje akumulační schopnosti pro přeměnu přítoku kolísajícího v rozmezí od jednotek po tisíce m3/s po stabilní celoroční odtok přes 700 m3/s. Ve spojení s regulační schopností hydroagregátů Zejské elektrárny tak vodní dílo představuje systém pro energetické zpracování vodního zdroje s účinností přes 90%.

## Využití
Hlavním účelem vodního díla je výroba elektrické energie. Roční výroba se pohybuje kolem hodnoty 4,8 miliard kWh.
Významným přínosem je i ochrana před katastrofálními povodněmi. Povodí řeky spadá do oblasti s věčně zmrzlou půdou, která není schopna dostatečně pojmout déšť a i při malém úhrnu srážek dochází k okamžitému odtoku. Od řek v ostatní části Sibiře se liší častým výskytem dešťů především v červenci a srpnu. Při přítoku do jezera v červenci 2016 při hodnotě 16 100 m3/s se jednalo o nejvyšší hodnotu za období pozorování od roku 1901. Přesto prostory nádrže dokázaly povodňovou vlnu zadržet a na výstupu z elektrárny průtok nepřesáhl 726 m3/s. Povodňový příval tak nádrž dokázala snížit 22krát. Spolu s Burejskou přehradní nádrží představuje Zejská nádrž významný prvek protipovodňové ochrany na dolním Amuru.
Významné je též nadlepšování průtoků v úseku pod hrází pro říční plavbu, a to nejen na řece Zeja, ale i na samotném Amuru. Přehrada však zdymadlový systém nemá.

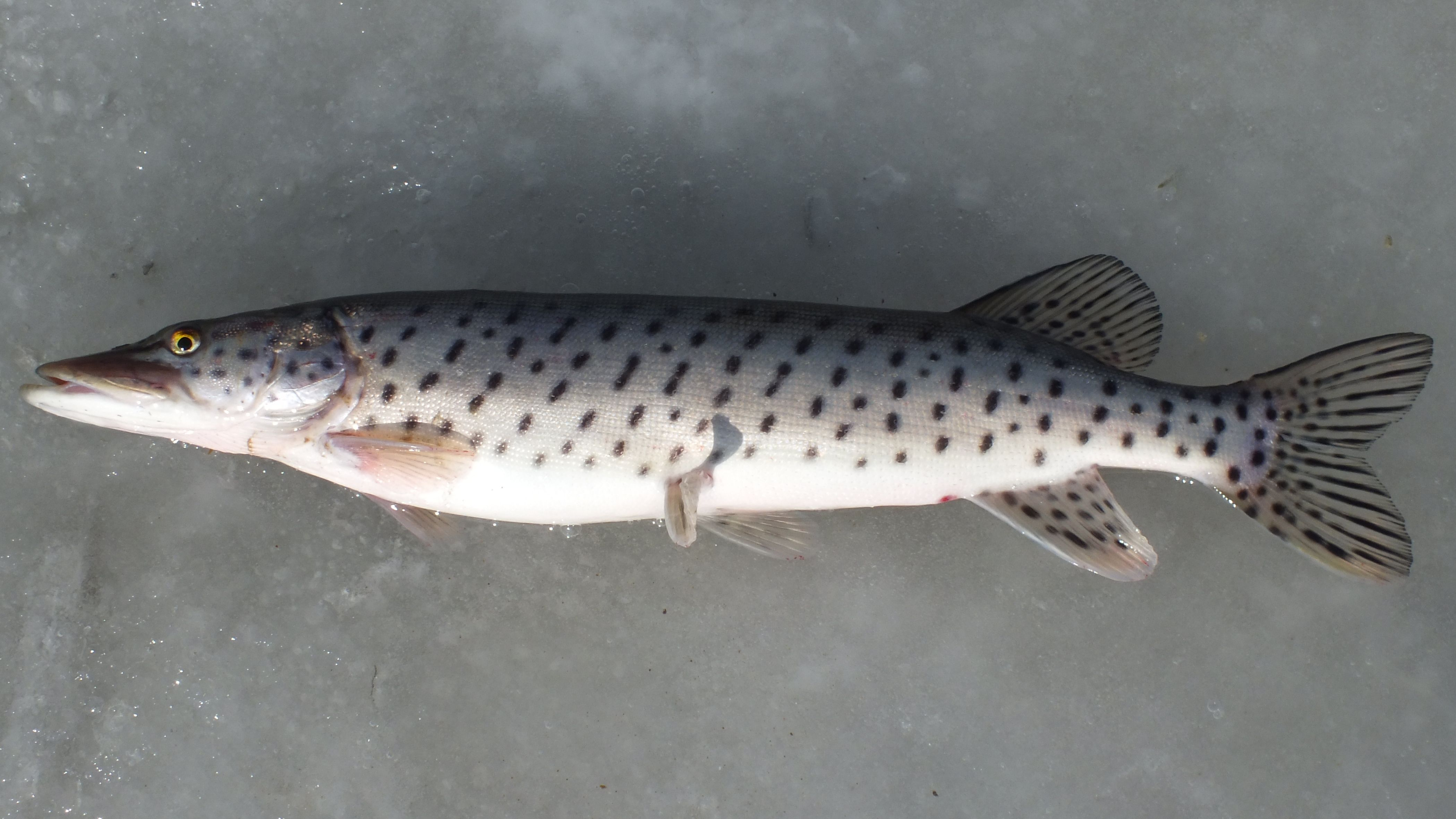
Štika amurská (Esox reicherti)

Z více než 30 druhů ryb přežilo v nových podmínkách přehradní nádrže pouze dvanáct. Většina původních druhů se přestěhovala do přítoků, kde nalezla přirozený říční tok. V nádrži se tak nevyskytují cenné lososovité ryby jako lenok sibiřský (Brachymystax lenok), lipan sibiřský (Thymallus arcticus grubii) či hlavatka sibiřská (Hucho taimen). Ideální podmínky však našel mník jednovousý (Lota lota). V novém vodním prostoru se úspěšně rozmnožily kaprovité ryby. Početné jsou populace karase stříbřitého (Carasaius auratus) a plotice sibiřské (Rutilus rutilus lacustris). Největší masy pak dosahuje druh plotička amurská (Pseudorasbora parva), jejíž výskyt je zdrojem pro dynamický nárůst hmoty dravých ryb, zejména štiky obecné (Esox lucius) a štiky amurské (Esox reicherti). Oblast je málo zalidněná a rybolov není rozvinutý. Výnos z jezera se pohybuje kolem hodnoty 0,8 kg/ha. Cílem lovu do sítí se stávají plotice a karas, pro sportovní rybáře je návštěva revíru především příležitostí pro ulovení trofejních exemplářů amurské štiky.